# Kulturális és Innovációs Minisztérium
A Kulturális és Innovációs Minisztérium az ötödik Orbán-kormány egyik minisztériuma. Rövidítése:KIM. Vezetője a kulturális és innovációs miniszter.

## Székhelye
1054 Budapest, V. Szemere u. 6.

## A kultúráért és innovációért felelős miniszter feladat- és hatásköre
A kultúráért és innovációért felelős miniszter a Kormány azon tagja, aki az alábbaikért felelős:
1. a kormányzati tudománypolitikáért,
2. a tudománypolitika koordinációjáért,
3. a szakképzésért,
4. a felsőoktatásért,
5. a családpolitikáért,
6. a gyermek- és ifjúságpolitikáért,
7. a kultúráért,
8. a kulturális diplomáciáért és a külföldi magyar kulturális intézetekért,
9. a felnőttképzésért.

## Vezetői
- 2024. július 1-jéig Csák János miniszter

2024. június 10-én – az európai parlamenti és az önkormányzati választásokat követő napon – bejelentette lemondását a miniszteri posztról, melyet a miniszterelnök elfogadott.
- 2024. július 1-jétől Hankó Balázs miniszter
- 2022-től 2024.április 3-ig Vitályos Eszter miniszterhelyettes [3]